# What Will the Neighbours Say?
What Will The Neighbours Say – druga płyta zespołu Girls Aloud. 5 piosenek zostało singlami : Jump w 2003 roku, The Show, Love Machine i I’ll Stand by You w 2004 r., a Wake Me Up w 2005.

## Lista utworów
| #   | Title                               | Time |
| --- | ----------------------------------- | ---- |
| 1.  | "The Show"                          | 3:38 |
| 2.  | "Love Machine"                      | 3:27 |
| 3.  | "I’ll Stand by You"                 | 3:45 |
| 4.  | "Jump"                              | 3:40 |
| 5.  | "Wake Me Up"                        | 3:28 |
| 6.  | "Deadlines & Diets"                 | 4:00 |
| 7.  | "Big Brother"                       | 4:00 |
| 8.  | "Hear Me Out"                       | 3:44 |
| 9.  | "Graffiti My Soul"                  | 3:15 |
| 10. | "Real Life"                         | 3:43 |
| 11. | "Here We Go"                        | 3:47 |
| 12. | "Thank Me Daddy"                    | 3:24 |
| 13. | "I Say a Prayer for You" [UK Bonus] | 3:37 |
| 14. | "100 Different Ways" [UK Bonus]     | 3:41 |

## Single
- Jump
- The Show
- Love Machine
- I’ll Stand by You
- Wake Me Up